# 멜라키구

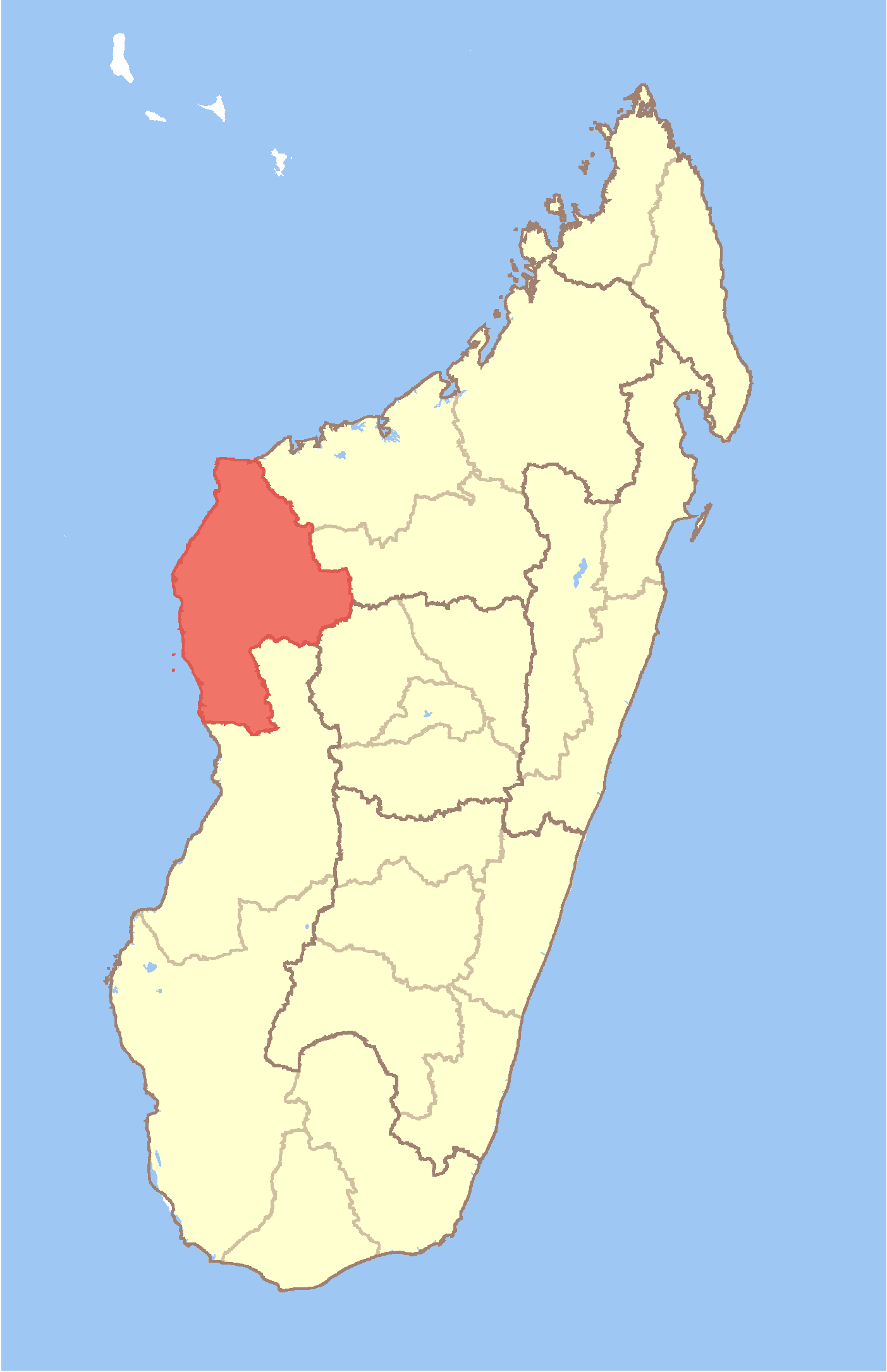
멜라키 구의 위치

멜라키구(말라가시어: Melaky)는 마다가스카르 북서부에 위치한 구로 행정 중심지는 마인티라노이며 면적은 38,852 km2, 인구는 175,500명(2004년 기준)이다. 북동쪽으로는 보에니 구, 동쪽으로는 베치보카 구, 남동쪽으로는 봉골라바 구, 남쪽으로는 메나베 구와 접한다. 5개 현을 관할한다.